# いっしょにチョキッと スニッパーズ
『いっしょにチョキッと スニッパーズ』（英: Snipperclips - Cut It Out, Together!）は、イギリスのゲーム開発会社SFB Gamesが開発し任天堂より2017年3月3日に発売されたNintendo Switch用アクションパズルゲーム。

## 概要
正方形と半円が接した形をした2体のキャラクター、赤色のスニップ（Snip）と黄色のクリップ（Clip）を操作し、パズル要素のある様々なステージのクリアを目指す。この2体は、相手キャラクターに重なった際の領域をカットできる特性を持っており、この時できた形を利用してステージ内の仕掛けを作動させたり物を運んだりといったアクションを行う。
本作では、メインモードの「WORLD」では1人から2人、それ以外のモードでは2人から4人の同時プレイに対応している。前者は2体、後者はスニップ、クリップの色違いを含む4体が登場し、プレイヤーの数が少ない場合はキャラクターを切り替えながら操作することになる。
英国任天堂のオンラインショップでは、Nintendo Switchのコントローラ「Joy-Con」と本作のダウンロードコードをセットにした商品が2017年3月10日より販売されている。
2017年11月10日には、本作に新要素を加えたソフト『いっしょにチョキッと スニッパーズ プラス』が発売された（後述）。

## ゲームモード
Joy-Conを本体に装着した状態の「携帯モード」では「WORLD」の1人プレイのみ選択できる。
WORLD
プレイ人数：1 - 2人
スニップとクリップの2体で解き進めるパズルモード。1人プレイの時は2体を切り替えながら操作する。
ステージごとにクリア条件が異なるうえ、その条件は明確に示されないため、プレイヤーはステージ内にある仕掛けや物体などから推測して答えを導くことになる。
各ワールドにはそれぞれ15のステージがある。初めに表示される9ステージのうち、星印のステージを除く5ステージをクリアすると星印のステージのプレイが解禁となり、そのステージのクリア後に残りの6ステージが現れる。その後、合計10ステージをクリアするともう一つの星印ステージが解禁し、そのステージをクリアすると次のワールドへ進める。
はちゃめちゃデスク (Noisy Notebook)
鉛筆や定規などの文房具で構成されたワールド。ボールなどを特定の場所まで運ぶステージが多い。
レトロピクセル (Retro Reboot)
往年の2Dゲームを思わせるグラフィックで構成されたワールド。歯車などの機械仕掛けが多く登場する。
このワールド内でのプレイ中は、画面全体がブラウン管テレビのような画質で表示される。
わくわくサイエンス (Silly Science)
天体や二重らせんなど科学にまつわるもので構成されたワールド。液体を使った仕掛けが多く登場する。
PARTY
プレイ人数：2 - 4人
通常のスニップとクリップのほか、紫色のスニップと青色のクリップを加えた計4体で解き進めるパズルモード。2人プレイの時はスニップ同士とクリップ同士を、3人プレイの時はスニップ同士を切り替えながら操作する。
初期段階では12ステージをプレイできるが、WORLDモードをクリアしてエンディングが流れた後に新たに9ステージが追加される。
BATTLE (BLITZ)
プレイ人数：2 - 4人
スニップ、クリップとそれぞれの色違いの最大4体で行う対戦モード。チーム戦のものと個人戦のものがある。
チョキッとバスケ (HOOPS)
スニップチームとクリップチームに分かれて対戦するバスケットボール風のゲーム。相手陣営にあるゴールリングにボールを入れると1ポイントを獲得、3ポイント先取で勝利となる。
チョキッとホッケー (HOCKEY)
スニップチームとクリップチームに分かれて対戦するアイスホッケー風のゲーム。パックに見立てた洋服のボタンを体に当てて床の上を滑らせ相手陣営のゴールに入れると1ポイントを獲得、3ポイント先取で勝利となる。
チョキッとドージョー (DOJO)
相手の体をカットすることを競う個人戦のゲーム。画面上部に自身の残り数を表すマークが3つ表示されており、体の大部分がカットされるとマークが1つ減る。その後、残り数が2または1の際は体が復活するが、0になるとその場から消滅する。最後まで残ったプレイヤーが勝利となる。

## 開発
SFB Gamesの創業者の一人であるAdam Vianは本作開発前のある時、2体のキャラクター同士でカットし合うパズルゲームの構想を思い付き、もう一人の創業者Tom Vianとともに本作の原型を試作した。その後、2人は2015年9月3日と同月4日にドイツで開催されたゲーム開発者向けのイベント「Game Developers Conference Europe 2015」の中で登壇し、試作したゲームのトレーラー映像を公開、作品名を『FriendShapes』として紹介した。後にこの『FriendShapes』を任天堂に見せる機会があり、そこで好感触を得たことから任天堂と共同で開発を進めることになる。
2016年初頭よりSFB Gamesは任天堂との共同開発を開始する。当初はどのハード向けのソフトになるのかが示されなかったが、開発が進む中で当時まだ仕様が公になっていなかった新ハードNintendo Switch向けソフトとして開発することが伝えられた。AdamとTomは、対面での協力プレイが本作の重要な要素だと試作当時から考えていたため、コントローラが初めから2つ付属しているNintendo Switch用のソフトとなったことを歓迎する。開発の中では、任天堂が効果音やレベルデザインなどの面でSFB Gamesをサポートした。

## いっしょにチョキッと スニッパーズ プラス
『いっしょにチョキッと スニッパーズ プラス』（英: Snipperclips Plus - Cut It Out, Together!）は、任天堂より2017年11月10日に発売されたNintendo Switch用アクションパズルゲーム。
前作『いっしょにチョキッと スニッパーズ』に新ステージなどの要素が追加された内容になっている。前作を購入している場合は「追加ステージパック」の購入により本作との差分をDLCとして入手できる。
前作はダウンロード販売のみだったが、今作ではパッケージ版も同時発売された。パッケージ版には登場キャラクターの「スニップ」と「クリップ」が描かれたステッカーが付属している。

### 追加要素
新ステージの追加
WORLD
どきどきコミック (Cosmic Comics)
漫画を題材としたワールド。
きらめきクラフト (Toybox Tools)
工作を題材としたワールド。
PARTY
「どきどきコミック」と「ときめきクラフト」で2つ目の星印ステージをクリアした後に、新ステージが3つずつ追加される。
BATTLE (BLITZ)
チョキッと虫あつめ (ROUNDUP)
空中を飛び回る多くの虫を自分の陣地に入れることを目指す。各陣地にある目盛りは、緑色の虫、青色の虫、赤色の虫を捕まえた際にそれぞれ1、2、3ずつ増え、7つの目盛りが埋まると1ポイント獲得、3ポイント先取で勝利となる。
チョキッとじんとり (TERRITORY)
フィールド上を滑るように移動しながら自分の体と同色のスタンプを押していく。制限時間内により多くの範囲を自分の色で染めたプレイヤーが勝利となる。
チョキッと玉まも〜れ (KEEPAWAY)
頭上から降ってくる玉を落下しないように守り続ける。ストックされた3つの玉を全て落としてしまうとその場から消滅する。最後まで残ったプレイヤーが勝利となる。
STAMP
プレイ人数：1 - 4人
スニップ、クリップ、それぞれの色違いの最大4体を白い画用紙上で滑らせてスタンプを押し、絵を描くことができるモード。初期状態ではそれぞれの体の色で描画されるが、画面下の絵の具に体をつけることで色を変更できる。
ユニークなカタチであそぶ
既にクリアしたステージやBATTLEモードをプレイする際に「ユニークなカタチであそぶ」を選ぶと、スニップとクリップの形が通常とは異なる状態になる。

## 受賞・ノミネート
- Golden Joystick Awards 2017 「Nintendo Game of the Year」ノミネート[15]。
- Destructoid Game of the Year Awards 2017 「Best Switch Game」ノミネート[16]。
- IGN Best of 2017 Awards 「Best Puzzle Game」受賞、「Best Switch Game」「Most Innovative」「Best Multiplayer」ノミネート[17][18][19][20]。
- 21st Annual D.I.C.E. Awards（英語版） 「D.I.C.E. Sprite Award」「Family Game of the Year」受賞[21]。
- NAVGTR Awards（英語版） Awards 2017 「Game, Puzzle」ノミネート[22]。
- 第14回英国アカデミー賞ゲーム部門（英語版） 「Family」「Game Innovation」ノミネート[23]。